# Major Dad
 (janvier 2011).
Si vous disposez d'ouvrages ou d'articles de référence ou si vous connaissez des sites web de qualité traitant du thème abordé ici, merci de compléter l'article en donnant les références utiles à sa vérifiabilité et en les liant à la section « Notes et références ».
Major Dad est une sitcom américaine en 96 épisodes de 24 minutes créée par Richard C. Okie et John G. Stephens, diffusée entre le 17 septembre 1989 et le 16 avril 1993 sur le réseau CBS.

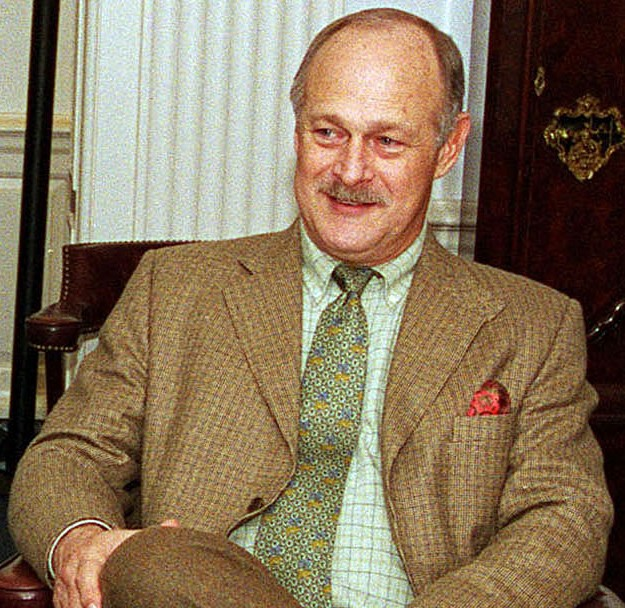
L'acteur Gerald McRaney incarne le protagoniste de la série

En France, la série a été diffusée à partir de septembre 1990 sur La Cinq jusqu'en 1992 sur TF1 puis à partir du 6 janvier 1993 dans l'émission Giga sur France 2.

## Synopsis
La première saison se déroule sur une base de la Marine américaine, le camp Pendleton (appelé « camp Singleton » dans la série), où le major John D. MacGillis dit « Mac » est commandant de l’école de formation du Corps des Marines des États-Unis.
La vie de MacGillis change lorsqu’il tombe amoureux de la journaliste indépendante Polly Cooper. La série suit Mac dans sa vie professionnelle, où il côtoie le lieutenant Eugène Holowachuk (Matt Mulhern), le sergent Byron James (Marlon Archey) et Merilee Gunderson (Whitney Kershaw), et dans sa nouvelle vie familiale, où il apprend à vivre avec les trois filles de Polly, Elizabeth, Robin, et Casey.
Au début de la deuxième saison, la famille de MacGillis déménage au camp Hollister (tourné à la Marine Corps Base Quantico) où Mac doit s’adapter au rôle de secrétaire d’état-major et aux singeries du commandant général Marcus C. Craig.

## Distribution
- Gerald McRaney : Major John D. « Mac » MacGillis
- Shanna Reed (en) : Polly Cooper MacGillis
- Marisa Ryan (en) : Elizabeth Cooper MacGillis
- Nicole Dubuc (en) : Robin Cooper MacGillis
- Chelsea Hertford : Casey Cooper MacGillis
- Matt Mulhern (en) : 2e (puis 1er) Lt. Eugene "Gene" Holowachuk
- Marlon Archey : Sergeant Byron James (saison 1)
- Jon Cypher : Brigadier General Marcus C. Craig (saisons 2-4)
- Whitney Kershaw (en) : Merilee Gunderson (saison 1)
- Beverly Archer : Gunnery Sergeant Alva « Gunny » Bricker (saisons 2-4)

## Crédit des auteurs
- (en) Cet article est partiellement ou en totalité issu de l’article de Wikipédia en anglais intitulé « Major Dad » (voir la liste des auteurs).